# Dorika grandis
Dorika grandis är en fjärilsart som beskrevs av Druce 1890. Dorika grandis ingår i släktet Dorika och familjen nattflyn. Inga underarter finns listade i Catalogue of Life.